# Emil Patta

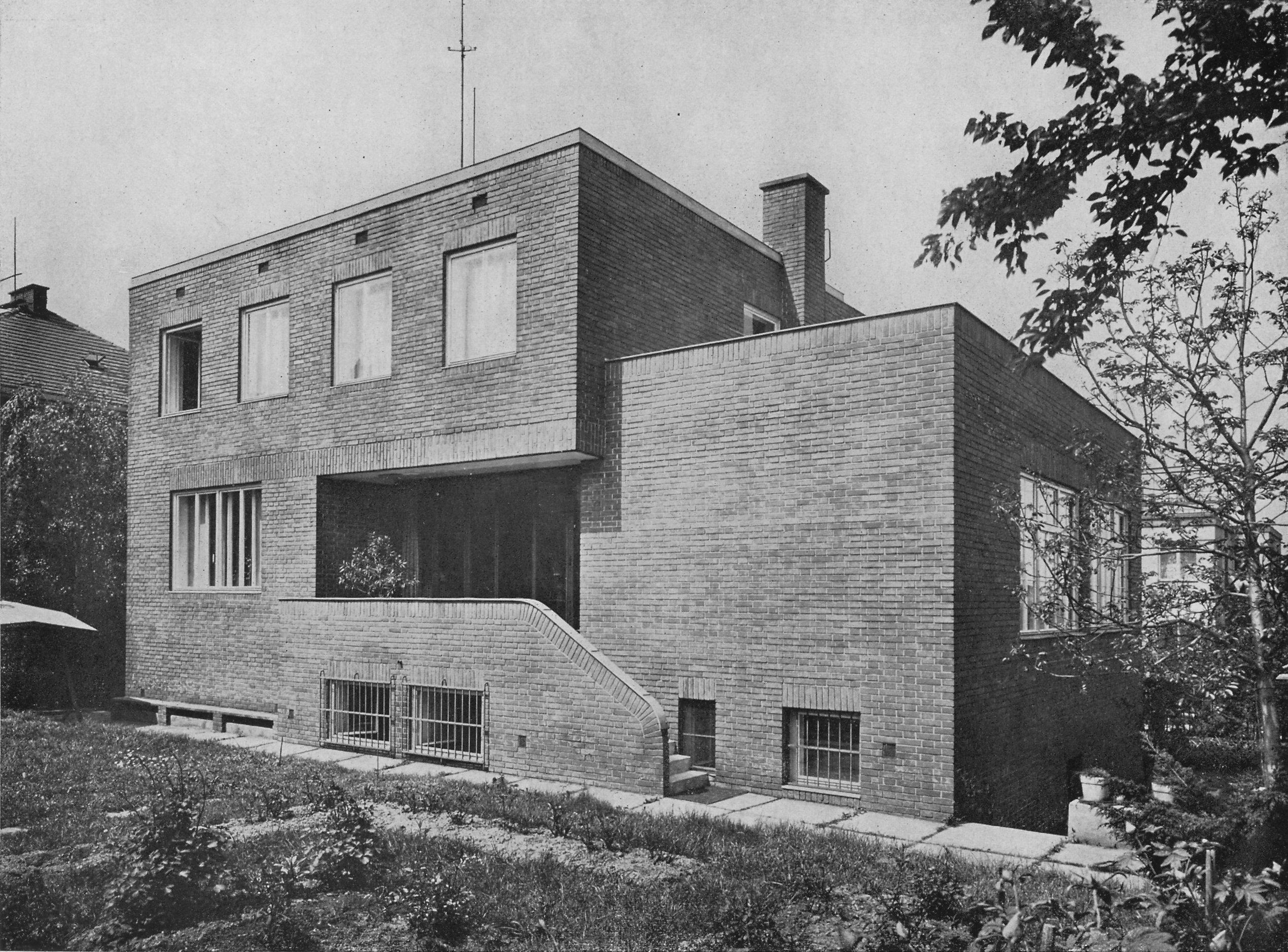
Špálova vila v Praze, jíž je Patta spoluautorem

Emil Patta, křtěný Emil Gustav Josef, (16. listopadu 1900 Slaný – 29. února 1948 Praha) byl český architekt a projektant.

## Život
Narodil se ve Slaném v rodině stavebního inženýra Emila Patty a jeho ženy Terezie roz. Javůrkové. Absolvoval fakultu architektury a pozemního stavitelství na ČVUT v Praze. Zabýval se architektonickou i projekční činností.

## Tvorba
Autor patentu ocelových kostrových staveb používaných při výstavbě rodinných domů a vil. Postavil budovu celního úřadu ve Velkém Bočkově, reálné gymnázium v Mukačevu, rodinné domy v Praze a ve Splitu. V Řevnicích postavil rodinnou vilu č. 611 v ulici Školní. Spoluautor Špálovy vily čp. 755, Na Dračkách 5, v Praze 6 - Střešovicích.